# Forcipomyia reburra
Forcipomyia reburra är en tvåvingeart som beskrevs av Art Borkent 1997. Forcipomyia reburra ingår i släktet Forcipomyia och familjen svidknott. Inga underarter finns listade i Catalogue of Life.